# Water Valley (Kentucky)
Water Valley es una ciudad ubicada en el condado de Graves en el estado estadounidense de Kentucky. En el Censo de 2010 tenía una población de 279 habitantes y una densidad poblacional de 172,36 personas por km².

## Geografía
Water Valley se encuentra ubicada en las coordenadas 36°34′6″N 88°48′39″O / 36.56833, -88.81083. Según la Oficina del Censo de los Estados Unidos, Water Valley tiene una superficie total de 1.62 km², de la cual 1.62 km² corresponden a tierra firme y (0.16%) 0 km² es agua.

## Demografía
Según el censo de 2010, había 279 personas residiendo en Water Valley. La densidad de población era de 172,36 hab./km². De los 279 habitantes, Water Valley estaba compuesto por el 91.4% blancos, el 5.73% eran afroamericanos, el 0% eran amerindios, el 0% eran asiáticos, el 0% eran isleños del Pacífico, el 0.36% eran de otras razas y el 2.51% pertenecían a dos o más razas. Del total de la población el 1.08% eran hispanos o latinos de cualquier raza.